# Eclectus roratus
Eclectus roratus là một loài chim trong họ Psittacidae.
Đây là loài bản địa quần đảo Solomon, Sumba, New Guinea và các hòn đảo gần đó, đông bắc Úc và các đảo Maluku (Moluccas). Loài vẹt này là bất thường trong họ vẹt vì bộ lông có sự khác biệt quá rõ giữa chim trống và chim mái; chim trống có bộ lông màu xanh ngọc lục bảo và hầu hết là bộ lông màu đỏ tươi và tím / xanh. Joseph Forshaw, trong cuốn sách Parrots of the World, lưu ý rằng các nhà khoa học châu Âu đầu tiên nhìn thấy loài vẹt eclectus cho rằng chúng thuộc hai loài riêng biệt. Các quần thể vẹt này vẫn tồn tại, và chúng đôi khi được xem là loài gây hại do chúng ăn trái cây rụng. Một số quần thể bị hạn chế đối với các hòn đảo tương đối nhỏ tương đối hiếm. Những chiếc lông vũ tươi sáng của loài vẹt này cũng được sử dụng bởi những người bộ tộc bản địa ở New Guinea như những đồ trang trí.

## Hình ảnh

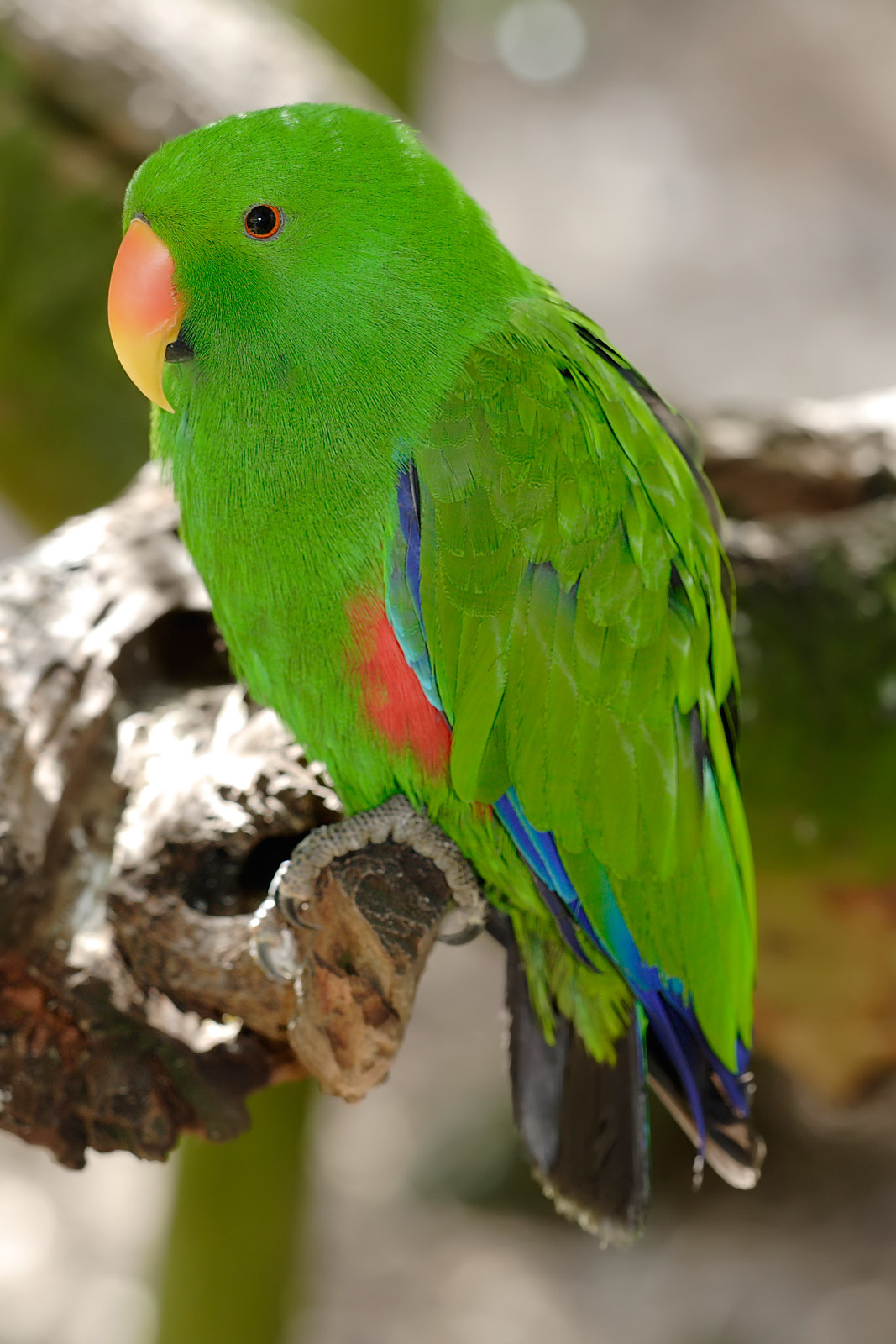
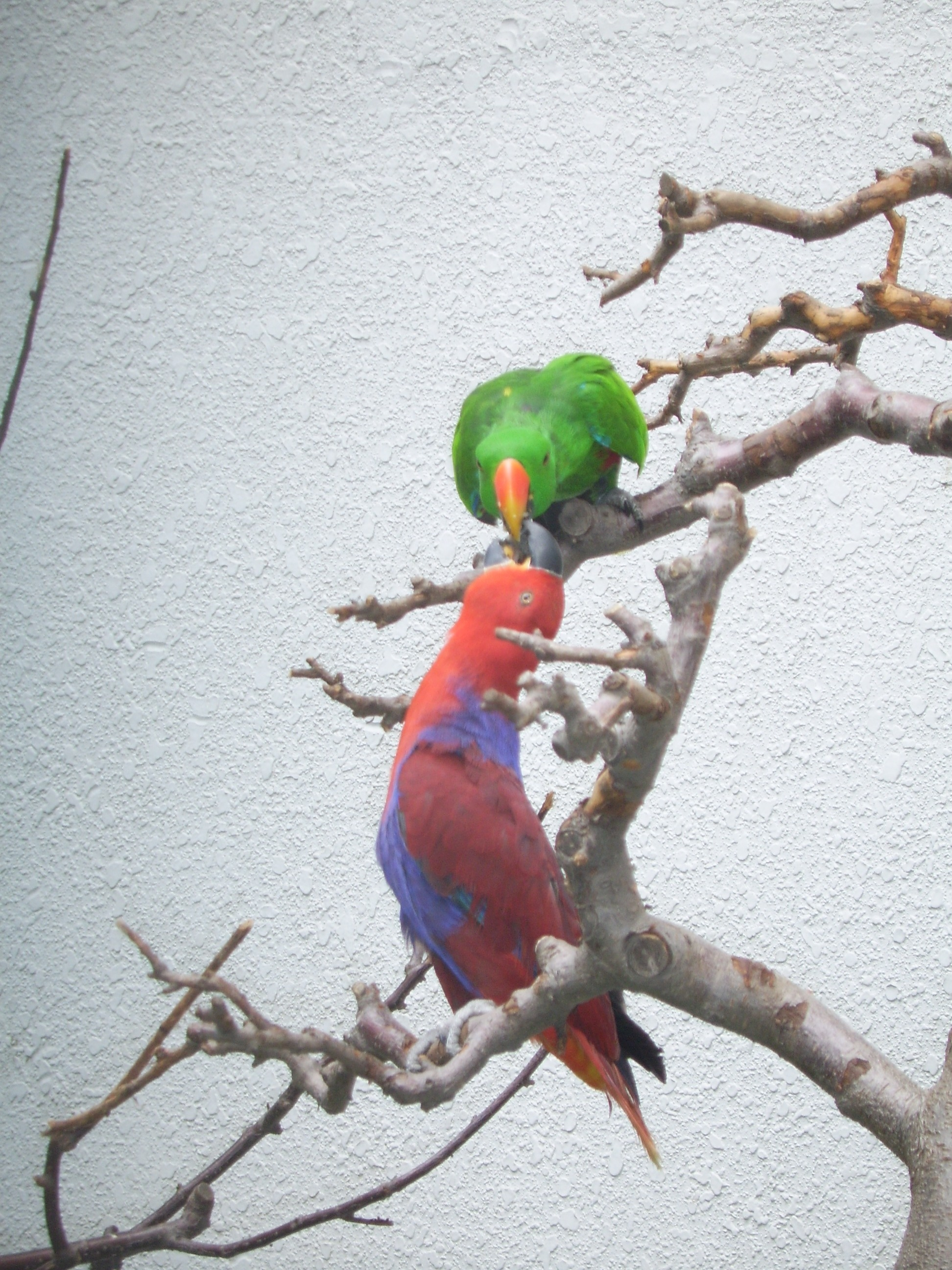
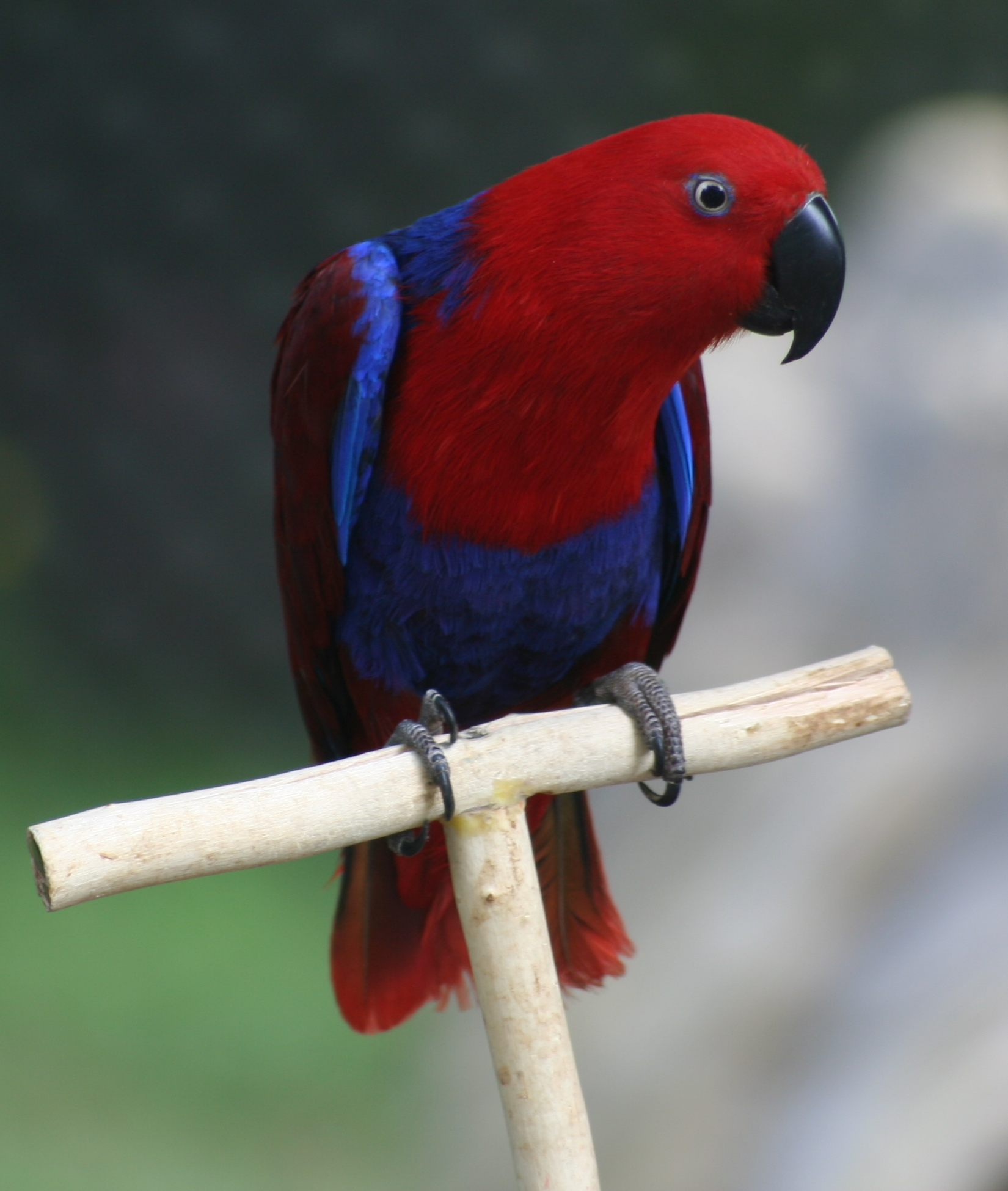
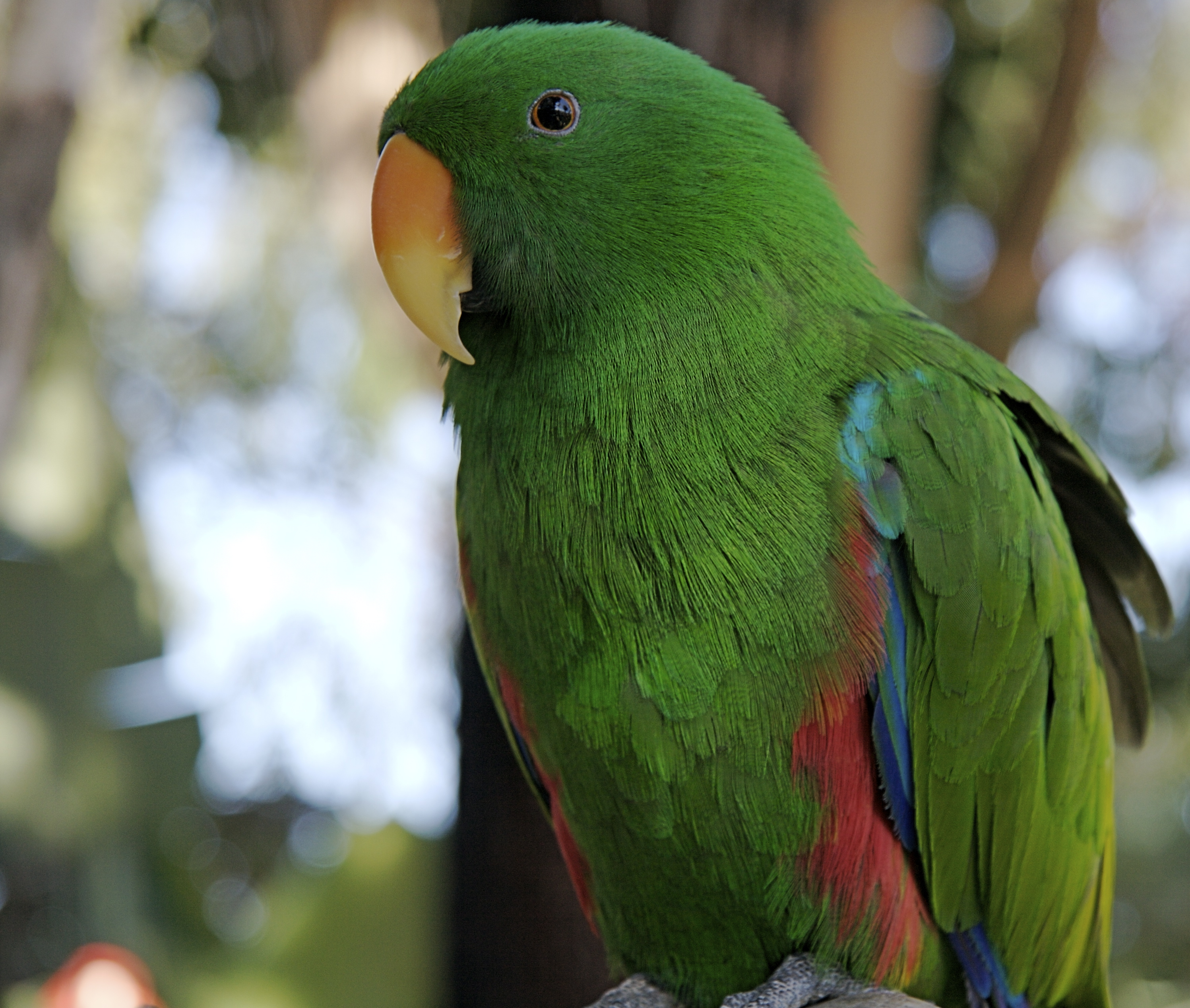
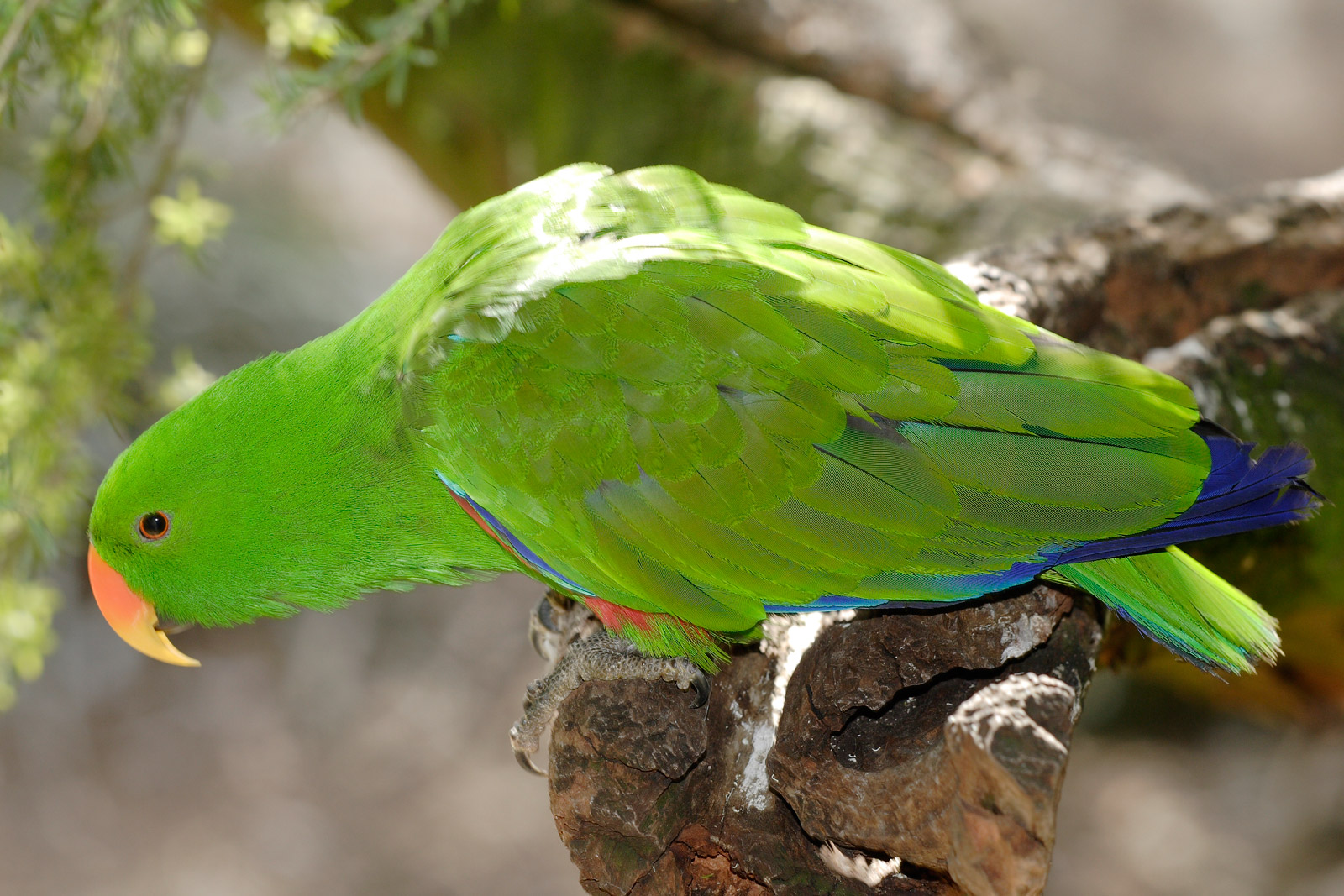
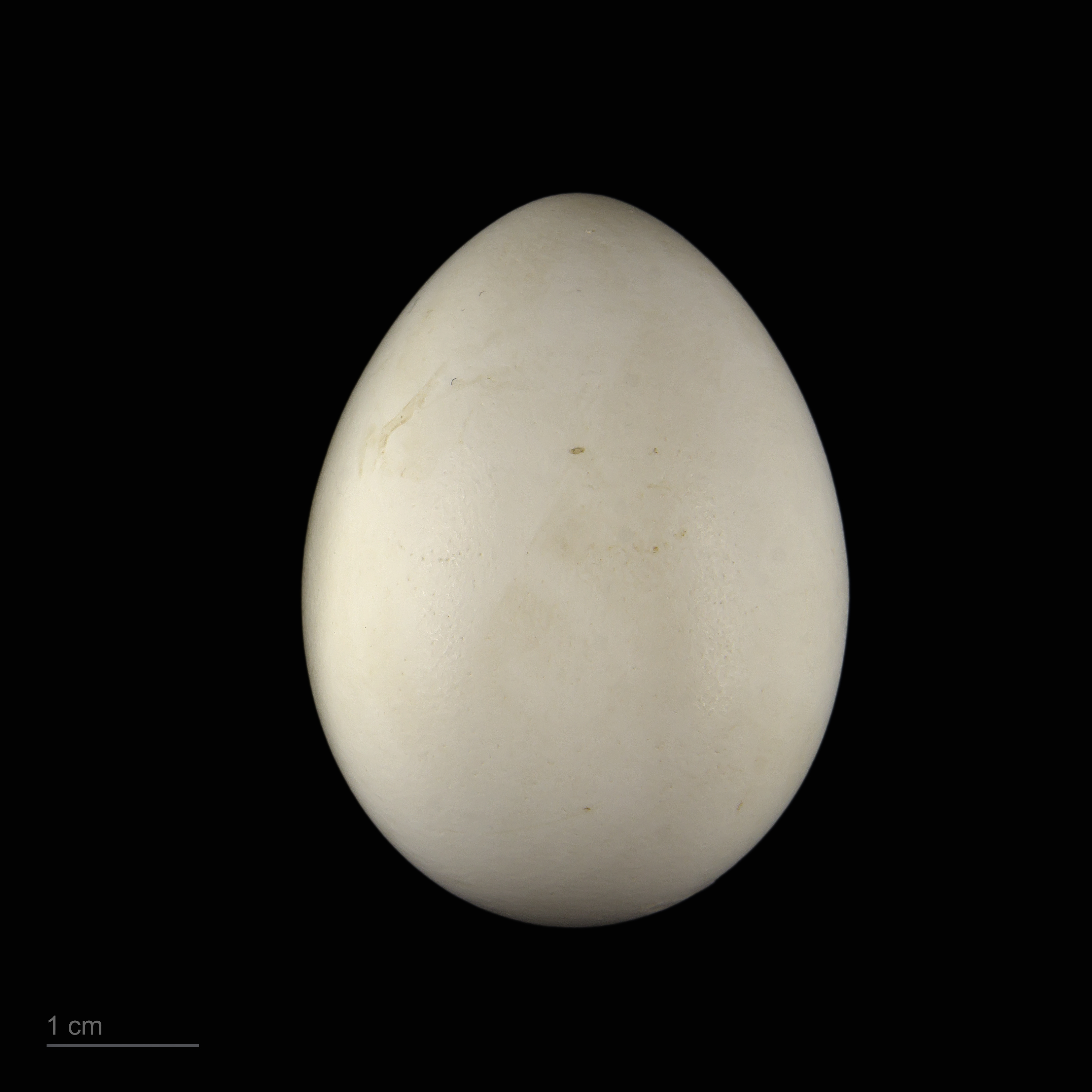
Museum specimen